# Мухино (Липецкая область)

Мухино — деревня Ксизовского сельсовета Задонского района Липецкой области.

## География
Расположено в 65 км от Липецка, в 1 км к югу от трассы Задонск — Долгоруково. В 1.5 км к югу от Мухина течёт река Снова.

## История
Точных данных о времени возникновения деревни нет. Однако, по сведениям археологов, ещё с древнейших времён здесь проживали племена сарматов, гуннов и ранних славян — вятичей. В селе было обнаружено захоронение гуннской девушки. В деревню регулярно приезжают различные археологические экспедиции из Липецка, Ельца и других городов области, а также Воронежа и Москвы, курируемые историческим факультетом ЛГПУ.

## Население
| 2010 |
| ---- |
| 54   |

## Уроженцы
- Воронин Иван Фёдорович (1916—1997) — Герой Советского Союза